# 庙城地区
庙城地区，是中华人民共和国北京市怀柔区下辖的一个地区办事处，同时保留庙城镇名称，其行政事务机构实行“一套人马，两块牌子”的体制，地区办事处与镇政府合署办公。

## 行政区划
庙城地区下辖以下地区：
庙城社区、金山社区、高两河村、李两河村、小杜两河村、刘两河村、大杜两河村、肖两河村、赵各庄村、霍各庄村、焦村、彩各庄村、庙城村、桃山村、王史山村、孙史山村、高各庄村、郑重庄村、西台上村和西台下村。